# Châtelus-Malvaleix
Châtelus-Malvaleix este o comună în departamentul Creuse din centrul Franței. În 2009 avea o populație de 563 de locuitori.

## Evoluția populației
| An        | 1975 | 1982 | 1990 | 1999 | 2006 | 2009 |
| --------- | ---- | ---- | ---- | ---- | ---- | ---- |
| Populație | 641  | 585  | 558  | 569  | 574  | 563  |